# Bayárcal
Bayárcal és una localitat de la província d'Almeria, Andalusia.
L'any 2006 tenia 277 habitants. La seva extensió superficial és de 37 km² i té una densitat de 7,5 hab/km². Les seves coordenades geogràfiques són 37° 02′ N, 2° 59′ O. Està situada a una altitud de 1258 metres i a 84 kilòmetres de la capital de la província, Almeria.

## Demografia
| 1996 | 1998 | 1999 | 2000 | 2001 | 2002 | 2003 | 2004 | 2005 | 2006 |
| ---- | ---- | ---- | ---- | ---- | ---- | ---- | ---- | ---- | ---- |
| 357  | 334  | 334  | 320  | 329  | 335  | 315  | 305  | 303  | 277  |